# فيكتور مانويل ريندون
فيكتور مانويل ريندون (غواياكيل، 5 ديسمبر 1859 - غواياكيل، 9 أكتوبر 1940) كان كاتبًا وشاعرًا وروائيًا وكاتبًا مسرحيًا وكاتب سير ذاتية ومترجمًا وطبيبًا ودبلوماسيًا وعازف بيانو وملحنًا إكوادوريًا.

## السيرة الشخصية
كان والد ريندون مانويل أوزيبيو ريندون تريفينيو كاتبًا وكانت والدته ديلفينا بيريز أنتبارا فنانة. انتقلوا إلى فرنسا عندما كان لا يزال صغيرًا جدًا وأكمل جميع دراسته هناك. تخرج من جامعة باريس بدرجة الطب، مع أطروحة بعنوان: حمى الإفراط في العمل والتي نُشرت عام 1888. في عام 1889 عاد إلى غواياكيل لممارسة الطب.
حصل على أول كتبه ليقرأها من والدته وخالته كارمن بيريز دي رودريغيز كويلو التي كانت شاعرة وكاتبة مسرحية.
تم تعيينه قنصلًا عامًا في باريس من قبل رئيس الإكوادور إيلوي ألفارو في عام 1895. بين عامي 1903 و1914 شغل منصب وزير مفوض للإكوادور لدى حكومتي فرنسا وإسبانيا، وفي عام 1907 كان مندوبًا في المؤتمر الدولي الثاني لـ لاهاي. كان عضوا في المحكمة الدولية الدائمة للتحكيم والصليب الأحمر الدولي. في عام 1914 تم إرساله إلى برشلونة لتوجيه بناء النصب التذكاري تخليدا لذكرى أبطال «معركة 9 أكتوبر»، والتي حُفر اسمه في قاعدة عمودها.
كتب رواية «لورنزو سيلدا» عام 1906 بالفرنسية. حصلت ترجمته الخاصة للكتاب على اللغة الإسبانية على قبوله في الأكاديمية الإكوادورية للغة في عام 1921. وحصل الكتاب أيضًا على الميدالية الذهبية من أكاديمية اللغة الفرنسية في 3 أبريل 1925.
ترجم العديد من الأعمال من الإسبانية إلى الفرنسية، بما في ذلك ترجمة عام 1904 لشعر خوسيه جواكين دي أولميدو. كما كتب سيرة ذاتية عن أولميدو بالفرنسية بعنوان: رجل الدولة أولميدو والشاعر الأمريكي، منشق بوليفار.
كان يتحدث 4 لغات، وكتب أكثر من 40 كتابًا باللغتين الإسبانية والفرنسية، تم نشرها في فرنسا وإسبانيا وبلجيكا وإيطاليا والبرتغال والإكوادور.
تم ترشيحه لجائزة نوبل في الأدب عام 1935 من قبل سيليانو مونج سكرتير الأكاديمية الإكوادورية للغة، لكنه لم يفز.
وفي مناسبتين منفصلتين، رفض ترشيح الإكوادور لمنصب الرئاسة.